# آراچاس
آراچاس (به پرتغالی: Araçás) یک منطقهٔ مسکونی در برزیل است که در باهیا واقع شده‌است. آراچاس ۱۲٬۲۰۸ نفر جمعیت دارد.